# ناثان هيل
ناثان هيل (بالإنجليزية: Nathan Hill)‏ هو كاتب أمريكي، ولد في 27 ديسمبر 1975 في سيدار رابيدز في الولايات المتحدة.

## وصلات خارجية
- ناثان هيل على موقع IMDb (الإنجليزية)